# Imprevedibile
Imprevedibile è il singolo del cantante svizzero Paolo Meneguzzi, pubblicato a due anni dall'uscita del precedente album Corro via.
Il brano è stato pubblicato il 30 aprile 2010 in versione digitale.
In seguito va in rotazione nelle radio, e dopo 20 giorni dall'uscita entra nella top 40 dei brani più programmati dalle radio italiane. È stato riscontrato dal programma Le Iene che il brano è molto simile al singolo di Britney Spears, Womanizer (2008).
Il singolo alla fine dell'anno solare guadagna il 42º posto nella classifica dei brani italiani più trasmessi dalle radio nel 2010.
Si tratta del primo singolo estratto dall'album Miami uscito il 1º giugno 2010.

## Videoclip
Il video è uscito il 21 maggio 2010, circa venti giorni dopo l'uscita del brano nelle radio. La modella svizzera Xenia Tchoumitcheva interpreta la parte della ragazza "imprevedibile" cantata da Meneguzzi. Il video è stato girato in studio a Milano.

## Classifica
| Classifica (2010) | Posizione massima |
| ----------------- | ----------------- |
| Italia            | 42                |